# Алкалоид (компания)
«Алкалоид» — македонская фармацевтическая компания (акционерное общество по форме), занимающаяся производством медицинских препаратов, средств для ухода за растениями, косметических средств и продуктов бытовой химии на протяжении более чем 80 лет. Имеет 13 отделений за пределами Македонии в таких странах, как Сербия, Черногория, Республика Косово, Албания, Босния и Герцеговина, Хорватия, Словения, Швейцария, Болгария, Румыния, Украина, Россия и США. В компании работают более 1300 человек, основная часть акций принадлежит частным лицам, из них 5,05% — зарубежные инвесторы. Головной офис компании располагается в Скопье, генеральный директор компании — Живко Мукаетов.

## История

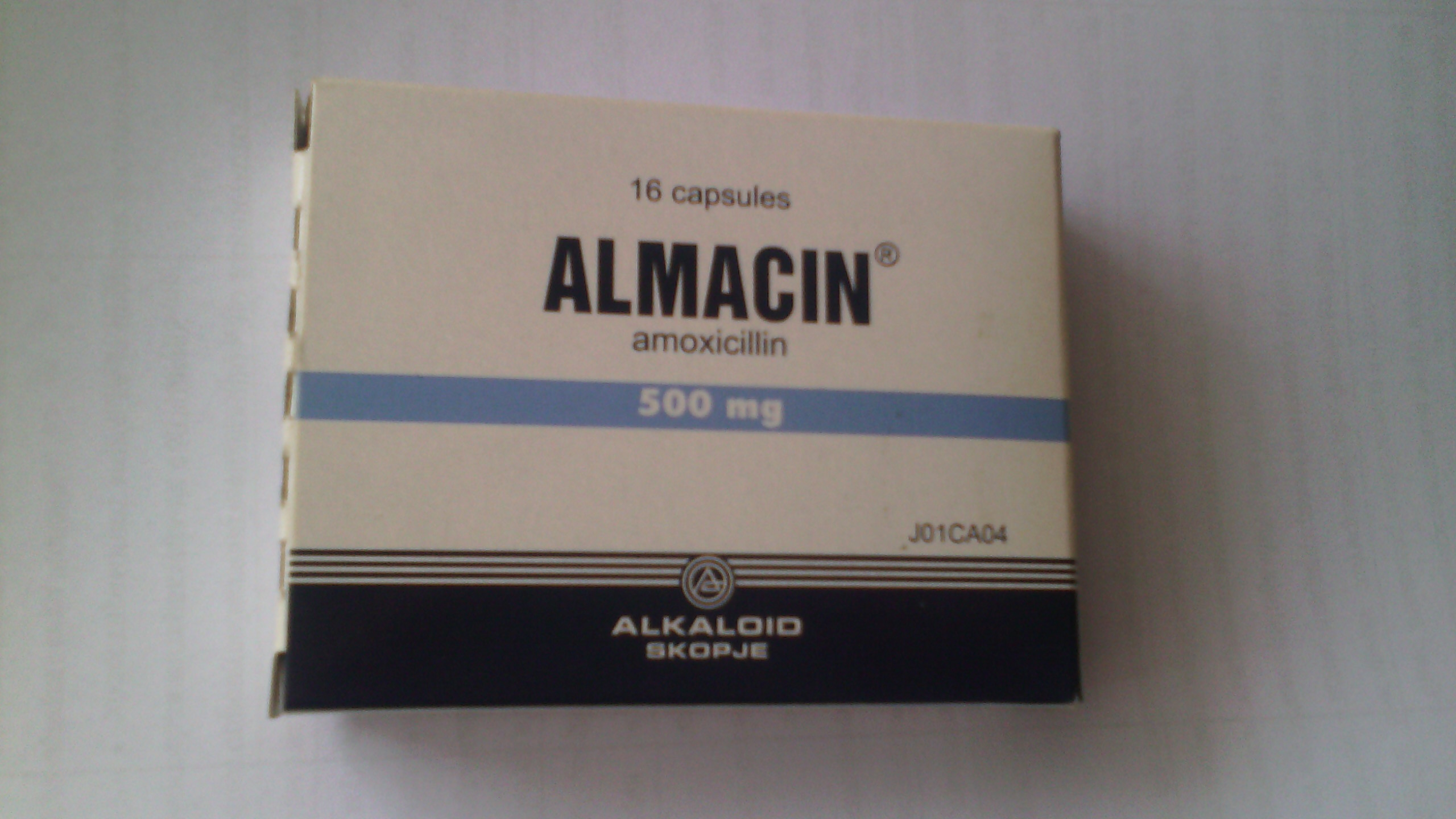
Альмацин в капсулах, производство «Алкалоид»

Компания появилась формально 15 августа 1936 года, когда был открыт первый завод «Алкалоид» по производству обезболивающих препаратов. Первые 15 человек занимались переработкой опиума для медицинских целей. К лету 1945 года на заводе работали всего 17 человек, из них только один имел высшее медицинское образование. Производство увеличивалось на протяжении долгих лет вместе с модернизацией технологии, расширением ассортимента и повышением квалификации рабочих. В 1949 году на заводе работали уже 53 рабочих, произведя 2135 кг продукции. Прибыль предприятия выросла на треть по сравнению с 1947 годом, за что завод был награждён премией от Правительства СФРЮ как лучший завод страны.
В 1957 году был построен второй завод, на котором медицинские препараты стали производиться в форме таблеток. Численность работников возрастала постоянно, и среди них было всё больше лиц с фармацевтическим, химическим и технологическим образованием. «Алкалоид» стал сотрудничать с крупнейшими фармацевтическими компаниями Франции, Германии, Швейцарии, Австрии и США. В мае 1966 года предприятие «Билка» из Скопье начало сотрудничать с «Алкалоидом» в плане покупки лекарственных трав. С 1969 по 1971 годы «Алкалоид» зафиксировал огромный рост прибыли, что отразилось в росте числа рабочих завода до 515 человек на первом заводе и 671 человек на втором. В 1972 году был построен третий завод для ускорения производства медикаментов, и вскоре началось производство медицинских средств для животных.
В 1973 году «Алкалоид» приобрёл предприятия «Лафома» и «Цветан Димов», начав производство краски, фотоматериалов, мыла и косметики, а в 1978 году к этой группе предприятий присоединилась компания «Пролетер», производившая краски и лакокрасочные покрытия. Общая численность сотрудников достигла 2800 человек, а «Алкалоид» вошёл в пятёрку крупнейших фармацевтических компаний Югославии.
В 1990 году предприятие было преобразовано в акционерное общество со смешанной формой собственности, в 1995 году — приватизировано. К 1998 году акции были распределены между частными владельцами.